# Ball cerdà
El ball Cerdà de la Seu d'Urgell és un ball originari de la comarca de la Cerdanya i la datació més antiga és del segle xvi. Aquesta variant del ball pla, es balla principalment a les festes majors de les comarques pirinenques entre el Ripollès i el Pallars.
A la Seu d'Urgell hi ha una variant pròpia que ha esdevingut el ball oficial de la ciutat i la tradició més arrelada a la Seu d'Urgell. Aplegava més de 100 parelles, i l'any 2009 va arribar a aplegar 180 parelles.

## Història

### Orígens

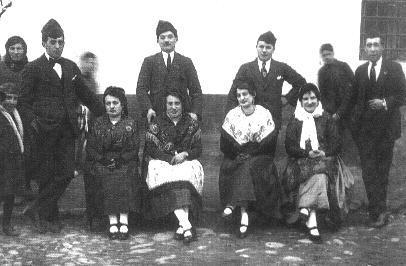
Dansaires, l'any 1921.

El Ball Cerdà havia estat un ball típic a moltes poblacions catalanes fins a finals del segle xx. No se sap d'on prové el seu nom, tot i que s'especula que podria venir del topònim Cerdanya. L'origen del ball actual se situa al segle xvii, com altres balls d'igual cadència i punteig, però els estudiosos creuen que s'origina en la transformació d'un ball més primitiu que faria al·lusió a un himne solar.
S'ha mantingut al llarg del temps quasi sense grans alteracions. El Ball Cerdà és una dansa popular de caràcter cerimoniós, una de les més populars de Catalunya, variant del ball pla i que estava molt estesa per l'alta muntanya, als Pirineus, sobretot el dia de festa major. Precisament per estar molt estesa, té moltes variants: generalment les parelles formaven una rodona dins la qual el paborde o administrador de la confraria del sant iniciava la dansa amb la seva balladora, seguits per cada una de les parelles que executava el seu propi ball, fins a la ballada de conjunt final.

### El ball abans de la Guerra Civil

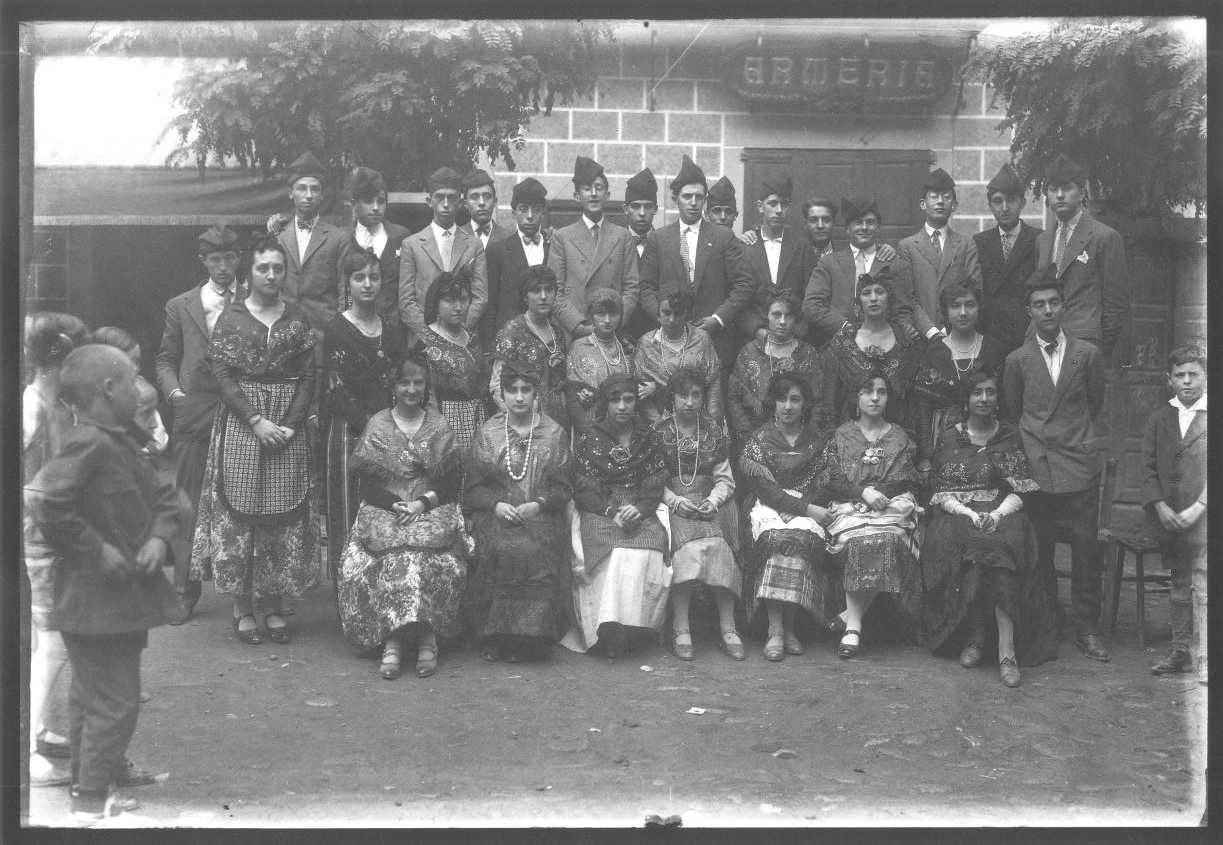
Dansaires del ball Cerdà, l'any 1930.

A vegades és considerat com un ball de caràcter carnavalesc, ja que abans de la Guerra Civil també es ballava per les festes de Carnestoltes. Tenia un aire menys seriós per la intervenció del "caçador", un grotesc personatge que atreia l'atenció del públic, vestit amb pantalons curts, jaqueta de pana, "leguis" i espardenyes vigatanes. La gràcia d'aquest personatge era la de sorprendre els distrets de la plaça mentre miraven el ball. Amb una canya els tocava per darrere i en girar-se els enfarinava. Això es feia el diumenge de Carnaval. El dimarts es ballava amb el vestit de lluir (el primer dia es duia el vestit de pagesa) amb mantó de Manila i un clavell al pit. D'aquesta vestimenta se'n deia de "majorales".

### Moments baixos
L'any 1971 només ballen els més menuts. L'alcalde demana ajuda per tal de salvar el Ball Cerdà i la idea és recollida per Roman Peguera i la seva dona Maria Rosa que, amb l'ajut de l'esbart dansaire local, aconsegueixen que l'any següent retorni el Ball Cerdà a la vila de la Seu.

## Estructura del ball

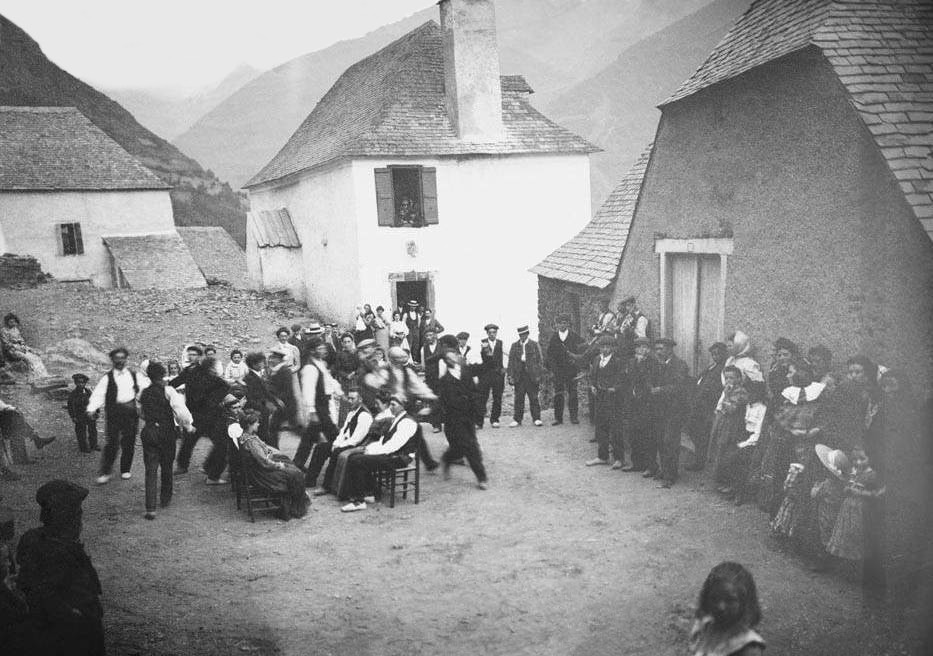
Ballant el ball cerdà en un carrer de Canejan (ca. 1907)

El punteig és de punt de costat a ritme de vals. Consta de 16 compassos repartits en dues parts. La primera és reposada i solemne; la segona és picada, però manté el ritme de vals. Això l'enquadra al gènere romàntic. El ball acaba en risto.
Fins a la segona dècada del segle actual, les parelles es reunien a la plaça Patalín, però després s'incorporà la cercavila pel nucli antic, seguint el ritme de pasdoble que interpreta la cobla. Quan s'entra a la plaça, se salta a la manera de galop; els braços alçats, segueixen el moviment del cos. La noia, per influència dels esbarts, duu un mocadoret blanc que voleia rítmicament.
En acabar el tomb, queda format un cercle i les parelles paren per reposar i fer temps perquè els músics s'instal·lin damunt d'una tarima amb cadires. Amb el primer acord, les parelles es donen les mans en posició de galop. Al segon acord el noi passa la balladora davant seu, excepte el fadrí major, que encapçala la rotllana amb la seva majorala. Al tercer acord, les noies es donen les mans i obre el fadrí, formant un cargol que s'estreny fins que el desfà la segona balladora. Mentre, les companyes passen fregant la parella capdavantera, i quan ja han tornat davant del seu ballador, els fadrins majors inicien formalment el ball. Comença ara la dansa per parelles. Cada ballada consta de quatre parts.
| Figura 1 | Els moviments | Figura 2 |
| -------- | --- | -------- |
| Figura 1 | Aquests moviments s'esmenten en el llibre "El Risto", editat per Altafulla, l'any 1987. A la figura 1 es mostra la col·locació inicial. La 2 fa referència al moviment. | Figura 2 |

### Dansa per parelles
- 1a: 8 compassos. El noi surt de la rotllana i condueix la seva parella al mig de la plaça. Donant la mà dreta a la noia i amb els braços alçats, avancen, fent punt de perdiu mentre remenen el cos cap a la dreta. Així fan un quart de cercle i acaben en risto.

- 2a: 8 compassos. Sense moure's del centre es deixen les mans. El noi passa les mans darrere l'esquena i la noia s'aixeca un xic la faldilla amb les dues mans i encarats fan un quart de cercle. El noi segueix la noia, que balla endarrere, i s'acaba amb una volta que fa la noia.

- 3a: 8 compassos. El ritme s'accelera. La noia persegueix el noi mentre fan un quart de cercle, contra horari. Quan acaba aquesta part, la noia gira sobre si mateixa.

- 4a: 8 compassos. El noi es queda al lloc que ocupava al final de l'última seqüència. Dona la mà a la noia i li fa fer un tomb sencer formant una circumferència. Acaben en risto.

Finalment, de bracet, retornen a la rotllana i així, successivament, ballen totes les parelles. El ball, però, no acaba aquí. Les noies van a buscar un casat gran, normalment el pare o l'avi. Els ofereixen la barretina i ballen plegats el ball, generalment dues vegades seguides.

## Música i vestimenta

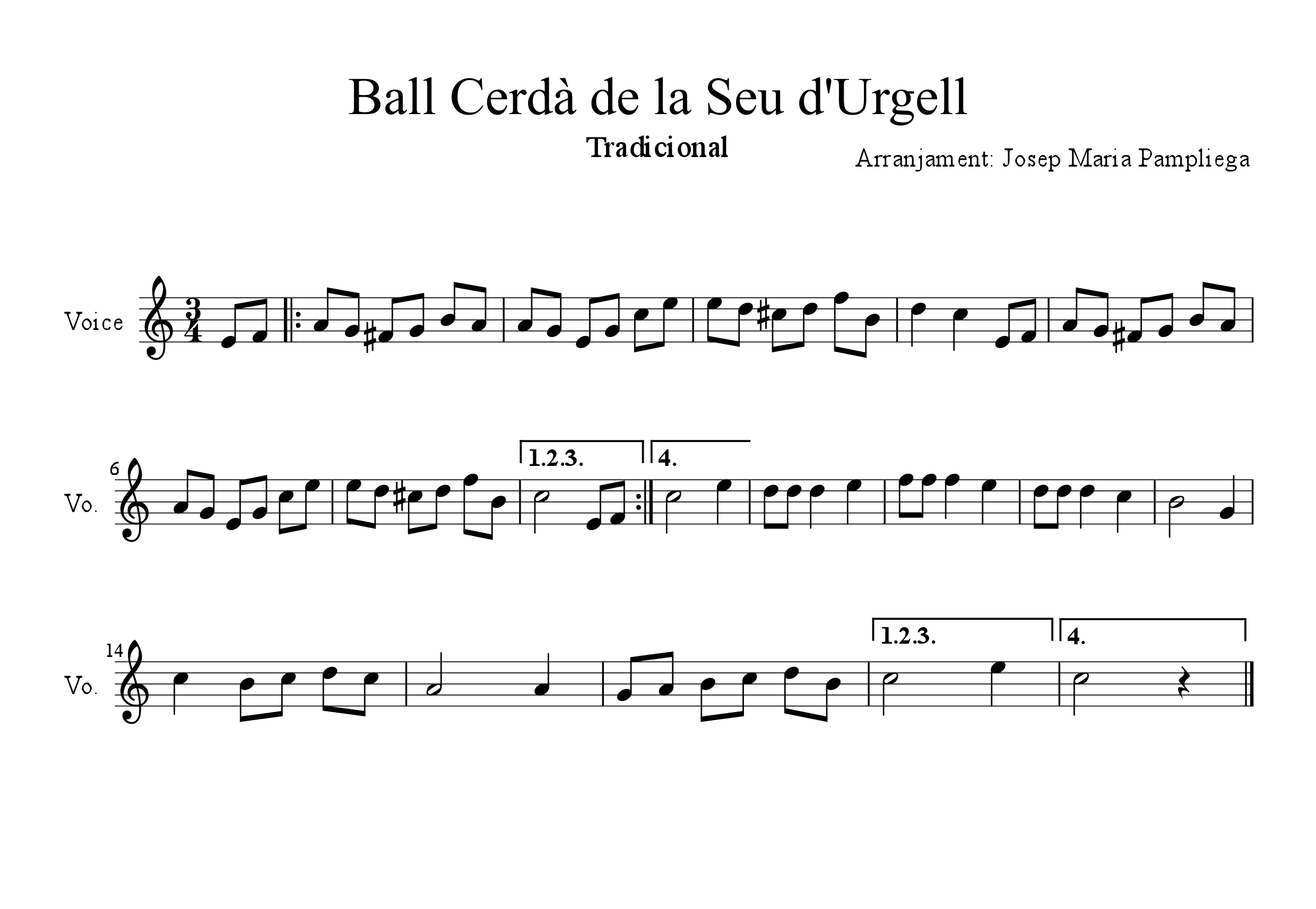
Partitura de la cançó del ball.

Pel que fa a la música, l'actual versió de la Seu és obra del desaparegut Josep Maria Pampliega.
Només petites variacions han afectat la vestimenta. Principalment es busca de certa uniformitat, les noies duen la vestimenta tradicional catalana i els nois de negre amb faixa i barretina vermella, els solters, i lila, els casats.

## Variants i distribució geogràfica
Del Ball Cerdà es coneixen set versions coreogràfiques i nou de musicals, sense diferències notables; totes mantenen una estructura semblant al de la Seu. A alguns llocs, com el Berguedà, l'utilitzen com a ball de diumenge i repeteixen la música molt més accelerada, anomenada "rebatut", per tal d'animar l'ambient i fer que el ball sigui més difícil de seguir.
És ballat o ha estat ballat a: Alsamora, Bagà, Benasant, Berga, Castellar de n'Hug, Estemeni, Gironella, Gósol, Isona, la Pobla de Lillet, les Escaldes (Andorra), Llavorsí, Martinet, Montellà, Ribes de Freser, Ripoll, Sant Julià de Cerdanyola, Sant Julià de Lòria (Andorra), Senterada, la Seu d'Urgell, Solsona, Talarn, Tor, Travesseres, Tremp, Vallartigosa, Vallmitjana, Vidabona (Ogassa), Viladrau.

## Esments
El ball és esmentat en una cançó popular coneguda com La minyona d'Andorra:
El Rossell salta l'escala,

cap a la plaça se'n va;

i arribant-ne a la plaça,

ja la'n veu al ball cerdà.